# Raḥel Bluvstein
Raḥel Bluvstein (hebreu: רחל בלובשטיין)  (Saràtov, 3 d'octubre de 1890 - Tel-Aviv, 16 d'abril de 1931) va ser una poetessa jueva d'origen rus que va emigrar a Palestina (aleshores part de l'Imperi Otomà) el 1909. Se la coneix pel seu nom de pila Rachel o com a Rachel la poeta.
Va néixer en una família destacada d'intel·lectuals, el seu pare era comerciant de diamants i va ser rabí a Riga i Kíev. El seu germà Max Mandelshtam va dirigir un hospital en aquesta ciutat i va ser president del congrés sionista de Basilea de 1901. Amb 19 anys va viatjar a Israel amb una de les seves germanes, camí d'Itàlia i van decidir quedar-s'hi a viure, instal·lant-se a Qevutsat Kinnéret, on van treballar en una granja agrícola femenina.
El 1913 va viatjar a Tolosa de Llenguadoc per aprendre agronomia però l'esclat de la Primera Guerra Mundial li impedí tornar a Palestina, motiu pel qual va dedicar-se durant anys a l'ensenyament a Rússia. Després de la guerra va anar a viure al quibuts Degania, el primer del país, però va emmalaltir i va haver d'abandonar-lo.
Els seus poemes són molt populars a Israel i han estat musicats en diverses ocasions. Malgrat que va començar a escriure en rus, la majoria de la seva obra és en hebreu, gairebé tota escrita durant els seus últims sis anys de vida, en forma de petites notes que enviava als seus amics. La seva obra és coneguda pel seu estil líric, la seva brevetat i la seva simplicitat lingüística. Està influenciada per l'imaginisme rus, les figures bíbliques i l'acteisme.
Va ser la primera dona jueva poetessa de l'estat d'Israel, forma part de el programa escolar obligatori i la seva obra s'ha traduït a diversos idiomes. El 1935 hom publicà un recull dels seus poemes (Šīrat Raḥel). El 1991 es va editar un segell amb la seva imatge per valor de 1,30 xéquels.